# Pessograptis
Pessograptis is een geslacht van vlinders van de familie tastermotten (Gelechiidae).

## Soorten
- P. cancellata (Meyrick, 1914)
- P. cyanactis Meyrick, 1930
- P. thalamias Meyrick, 1923